# Ebla

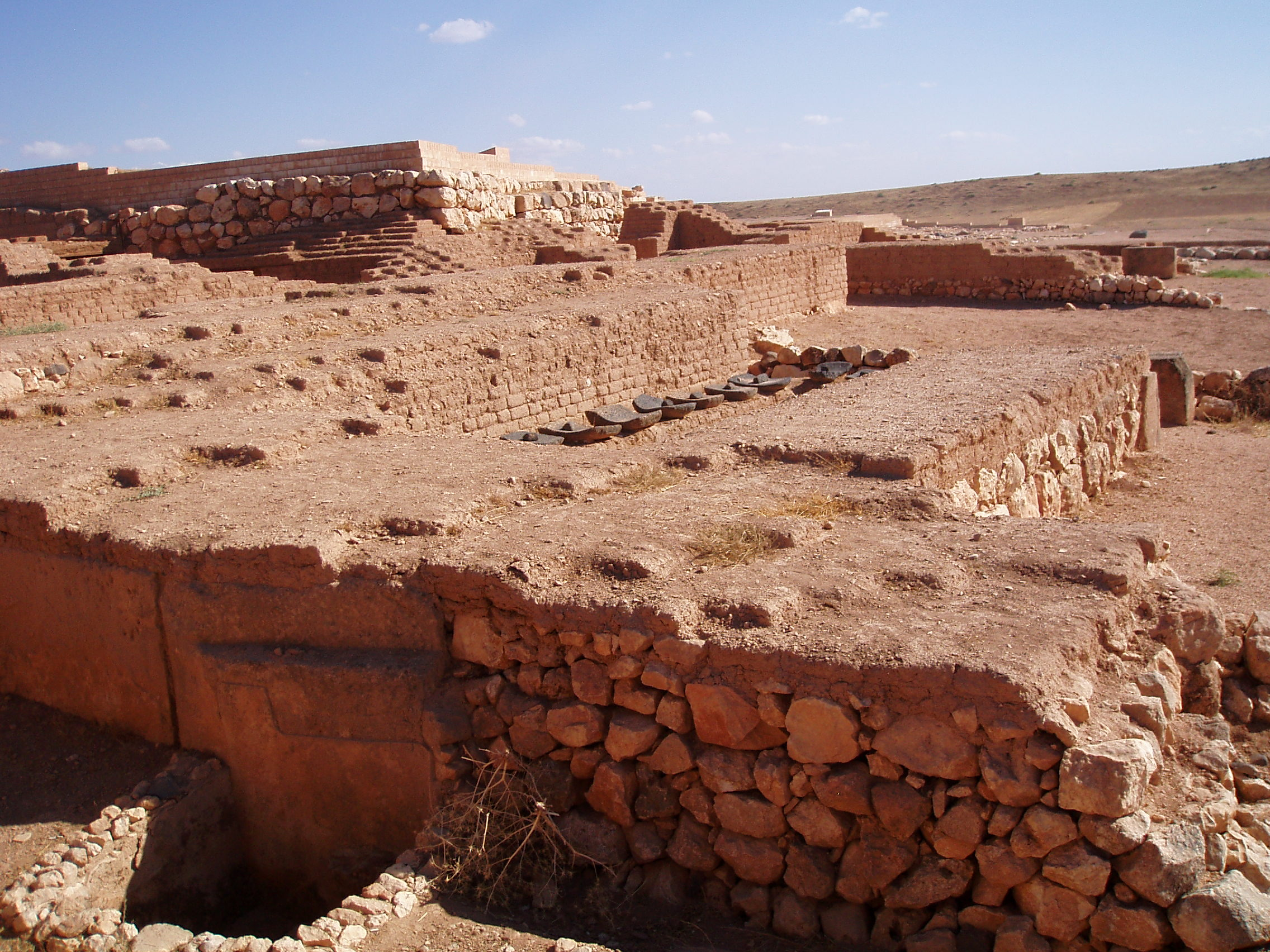
Resti di Ebla, Palazzo Occidentale, dopo il restauro

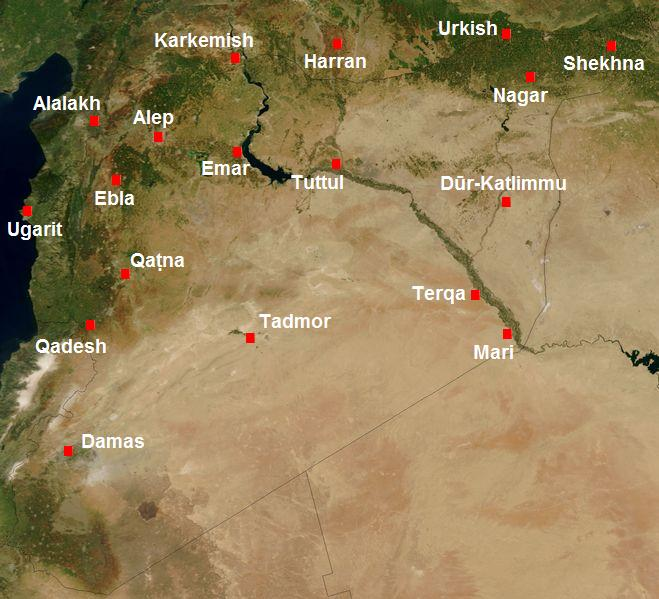
Mappa della Siria nel II millennio a.C.

Ebla (in sumero: 𒌈𒆷 EB₂-LA; in arabo  إبلا‎?) fu un'antica città del Bronzo antico IV (metà del III millennio a.C.), rifondata due volte e infine distrutta alla metà del II millennio a.C. I suoi resti formano un tell, detto Tell Mardikh, nei pressi della moderna Mardikh (circa 60 km a sud-ovest di Aleppo, nella Siria settentrionale).
Ebla e il suo regno prosperarono innanzitutto per il ruolo commerciale della città: la posizione intermedia tra Mesopotamia, Anatolia e Palestina permetteva alla città (e al regno connesso) di godere dei vantaggi del commercio tra queste zone, dove passavano materie prime quali rame, legname (verso Mesopotamia ed Egitto), argento (verso la Mesopotamia). A Ebla giungeva poi il lapislazzuli afghano e forse anche l'oro egizio.
La popolazione era per la stragrande maggioranza semita, non solo a Ebla città, ma in tutto il regno, come l'onomastica mostra con evidenza.
La città offre evidenze archeologiche per tre fasi distinte (protosiriano maturo, protosiriano tardo, paleosiriano arcaico e maturo): per tre volte la città subì una distruzione violenta. Per il periodo protosiriano, la popolazione residente in città dovrebbe essere stata sulle 15000-20000 persone, mentre il regno nel complesso contava forse circa 200000-250000 unità. Di queste, forse 40 000 partecipavano direttamente al sistema redistributivo organizzato centralmente dal palazzo e dalla famiglia reale. Si tratta di un culmine probabilmente mai più raggiunto: gli insediamenti nella zona si rarefanno nel Bronzo medio e precipitano nel Bronzo tardo.
Già citato negli annali di Tuthmosi III, il nome della città potrebbe significare "pietra bianca", in riferimento alle superfici calcaree delle pietre sulle quali è stata costruita..
Nel 1964 ebbe inizio una campagna di scavi da parte di una missione archeologica italiana diretta da Paolo Matthiae dell'Università La Sapienza di Roma,. La città di Ebla era menzionata da diversi testi mesopotamici e ad essa si allude anche in testi ittiti ed egizi, ma non si conosceva la sua ubicazione che, fino ad allora, era stata cercata senza successo più a nord, sulla base di un'iscrizione che menzionava un itinerario del re Naram-Sin di Akkad. Solo nel 1968, con il recupero del torso della statua di un re paleosiriano di Ebla, Ibbit-Lim, fu confermato che Tell Mardīkh era l'antica Ebla. Quanto agli archivi protosiriani (ca. 2300 a.C.) del palazzo reale (il palazzo G), furono scoperti tra il 1974 e il 1976.

## Storia
Vi sono indizi molto tenui di frequentazione umana sin dal IV millennio a.C. (la "prima urbanizzazione" del Periodo di Uruk), con anche un insediamento dell'inizio del III millennio a.C.

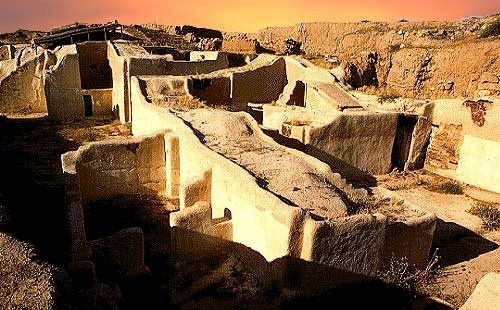
Palazzo Reale G (ca. 2400-2300 a.C.)

Il regno di Ebla aveva dimensioni ragguardevoli (forse da Aleppo a Hama) ed era diviso in quattordici distretti, due per la capitale e dodici per il regno. Non aveva sbocchi sul mare: per la metà del III millennio a.C., infatti, sulla costa del Mediterraneo orientale sono attestati regni indipendenti, come Biblo. E neppure giungeva all'Eufrate, dove sono invece attestati altri regni autonomi, come Karkemish, Emar, Tuttul e Mari. È probabile che Ebla rappresentasse il centro egemone di tutta la zona ad ovest dell'Eufrate e che quindi altri regni dipendessero dal regno di Ebla. Tale influenza, mai costante, sembra abbia raggiunto anche la valle del Balikh (Kharran e Irrite). La città si trovava in posizione strategica tra importanti regni dell'antichità. Sono attestati contatti con l'Egitto, fin dall'età del bronzo antico (2600-2300 a.C.), grazie anche alla intermediazione di Biblo, grande città cosmopolita della costa. A tale periodo risalgono, infatti, alcuni frammenti di pietra, una lampada in diorite con il cartiglio di Chefren (IV dinastia, 2500 a.C.) ed un coperchio circolare in alabastro con cartiglio di Pepi I (VI dinastia, 2300 a.C.), rinvenuti all'interno del cosiddetto "palazzo della prima urbanizzazione".
Tre furono le fasi prospere di Ebla, tutte concluse con una distruzione da parte di mano nemica:
- una prima nel Periodo Protosiriano maturo (2400-2300 a.C.), cui appartengono diversi monumenti rilevanti: il Palazzo Reale dell'area G con i suoi archivi, Il Tempio Rosso, dedicato al dio Kura sull'acropoli, il Tempio della Roccia, anch'esso dedicato al dio Kura, nella Città Bassa est, un edificio adibito a lavorazioni artigianali e alimentari, nella Città Bassa ovest, ai piedi dell'acropoli. La distruzione della prima Ebla è attribuita alle imprese di Sargon di Akkad nella Siria settentrionale. Al collasso di Ebla corrisponde la crisi della Mari presargonica, probabilmente sempre a causa delle campagne militari accadiche. A Mari si installano gli šakkanakku, sottoposti prima ai re accadici, poi ai re neo-sumerici.[13]
- una seconda nel Periodo Protosiriano tardo (2200-2000 a.C.), alla quale appartengono il cosiddetto Palazzo Arcaico, la probabile residenza reale, nella Città Bassa nord, un tempio nella Città Bassa est e uno sull'acropoli, i cui resti sono conservati tra il Tempio Rosso dell'Età degli Archivi e il Tempio di Ishtar del periodo paleosiriano, oltre a parti dell'insediamento. A questa seconda Ebla probabilmente fanno riferimento alcuni testi di Lagash (dove gli Eblaiti avrebbero esportato legnami) e di Ur (dove avrebbero invece esportato mobilia e tessuti ricamati). La distruzione in questo caso fu probabilmente opera degli Amorrei (Martu), popolazione che intorno al 2000 a.C. si affermò in diverse regioni dell'area siro-mesopotamica.[1]
- una terza nel Periodo Paleosiriano arcaico e maturo (2000-1600 a.C.[14]), quando la città fu ricostruita attraverso imponenti sbancamenti nella cosiddetta "Città Bassa": questi sbancamenti, che corrispondono alla prima fase di costruzione, fornirono i materiali per la costruzione dell'imponente terrapieno, che circondava la città e nel quale si aprivano quattro porte, a nord-est (Porta dell'Eufrate), nord-ovest (Porta di Aleppo), sud-ovest (Porta di Damasco) e sud-est (Porta della Steppa).[1] A questa fase appartengono molti importanti edifici: ai piedi dell'acropoli vi era una sorta di cintura di edifici pubblici, che da nord verso  ovest e sud comprendeva il Palazzo Settentrionale con il Tempio di Ishtar e la Terrazza dei Leoni, il Palazzo Occidentale con il Tempio di Reshef e il Santuario degli Antenati Regali, il Palazzo Meridionale. Sul terrapieno furono edificati due Forti a ovest e due fortezze a est, mentre nella Città Bassa sono stati portati alla luce due importanti settori residenziali, un tempio dedicato al dio sole a nord e un altro tempio a est, costruito sopra le rovine del Tempio della Roccia; l'acropoli, infine, era interamente occupata dalla residenza del sovrano con l'adiacente Tempio di Ishtar, che costituivano la Cittadella Reale, ed era circondata da un'imponente fortificazione ion pietra e mattoni crudi. L'ultima distruzione di Ebla va quasi certamente attribuita ad una coalizione di Ittiti e Hurriti.[1] Tale interpretazione è suggerita dal cosiddetto Canto della liberazione,[15] poema bilingue (in hurrita e ittita) ritrovato nella capitale ittita Ḫattuša e risalente al XV secolo a.C., da cui sembra potersi desumere che a distruggere definitivamente Ebla sia stato Pizikarra, un re di Ninive menzionato solo nel proemio di questo poema. Matthiae suppone che il poema, composto in lingua hurrita e in ambiente hurrita, sia stato composto a ridosso degli eventi di cui racconta. È probabile che Pizikarra si sia alleato, per la sua iniziativa in Siria, con il re ittita Muršili I.[1][16] Nel poema, Ebla è indicata come "città del trono", mentre il suo re è indicato come "stella di Ebla".[1] Quanto a Pizikarra, di lui si dice che ha vinto la città con l'aiuto della divinità Teshub di Kumme, una località da collocare certamente nell'alto Tigri.[16]

Dopo il 1600 a.C. Ebla cessò di essere un grande centro urbano: sulle sue imponenti rovine (in particolare nella Cittadella Reale e nel Palazzo Meridionale) si osserva la presenza di un piccolo insediamento del Bronzo Tardo I (ca. 1500 a.C.), che sfruttò le strutture ancora ben conservate con piccole modifiche. Con il passare del tempo l'area si andò sempre più ruralizzando; in epoca persiano-ellenistica (tra il VI ed il IV secolo a.C.), fu sede di una residenza rurale, che offre evidenze di un'attività tessile. Nella tarda antichità (III-VI secolo d.C.) era abitato da monaci: fu quando, forse, il sito si iniziò a chiamare Mardikh. Ad esso fanno forse riferimento alcune cronache della Prima crociata cristiana in Terrasanta: alcuni episodi del 1098, concernenti la conquista della città di Ma'ārrat al-Nuʿmān, potrebbero infatti essere in relazione con una presenza crociata nel sito. Si tratterebbe, comunque, di una presenza brevissima, di cui, forse, una traccia è la chiusura della porta sulla via di Damasco, per provvedere alla quale furono utilizzate pietre incise con invocazioni ad Allah in caratteri cufici messe in opera rovesciate.

## Lista dei re eblaiti
Le liste ritrovate ad Ebla contenenti l'elenco dei re defunti e divinizzati, avevano uno scopo religioso e cerimoniale e non politico e celebrativo, come molte altre trovate per dinastie sumeriche e semitiche che venivano spesso artificialmente allungate e modificate.

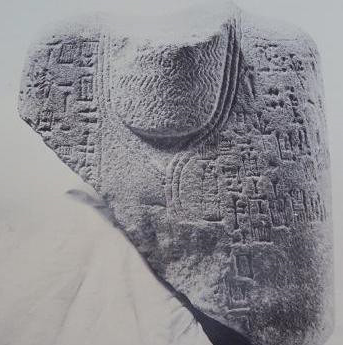
Statua di Ibbit-Lim, periodo paleosiriano arcaico o terza Ebla c. 2000 a.C.

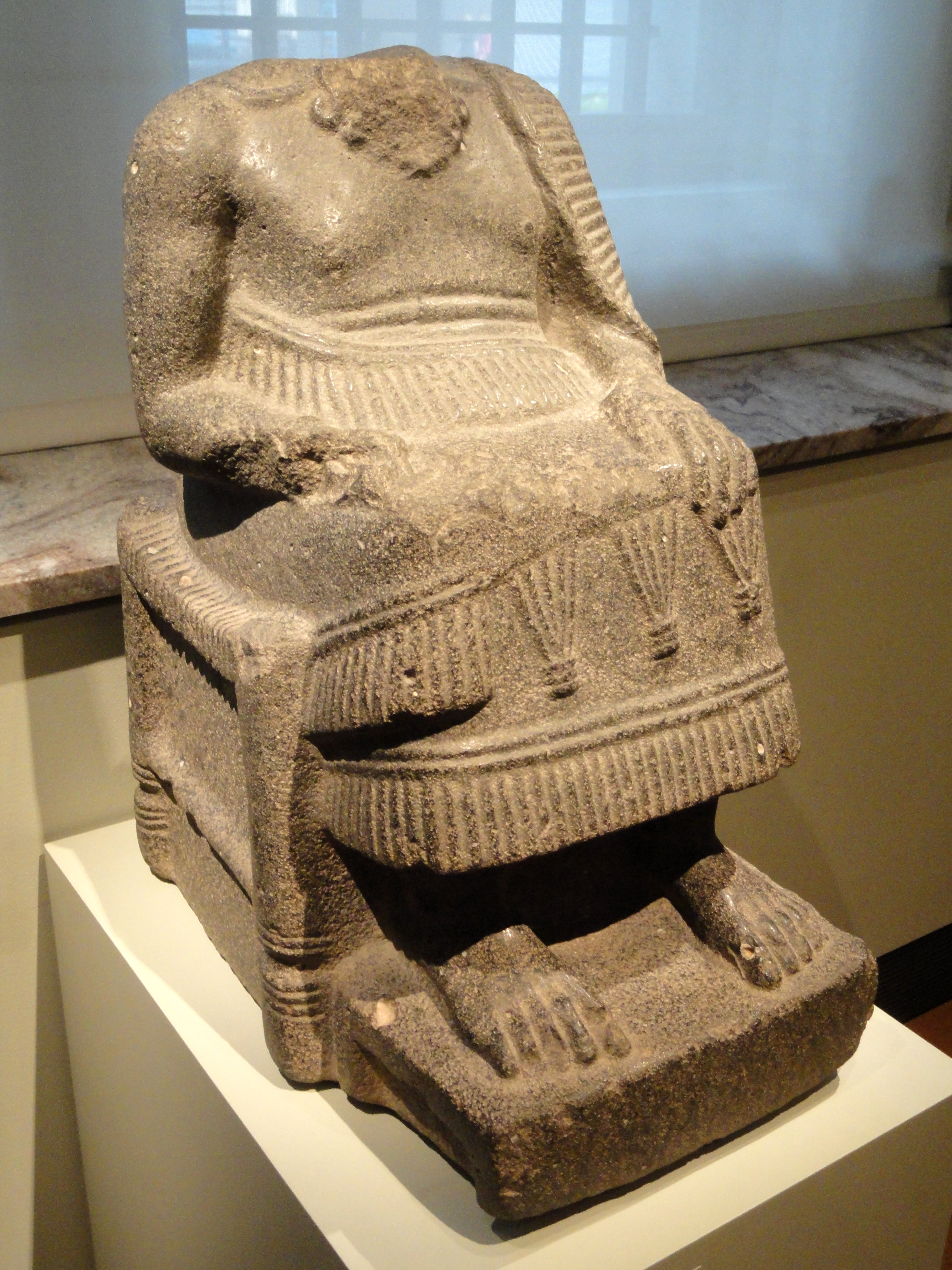
Sovrano seduto, periodo paleosiriano arcaico o terza Ebla, presso il Cleveland Museum of Art

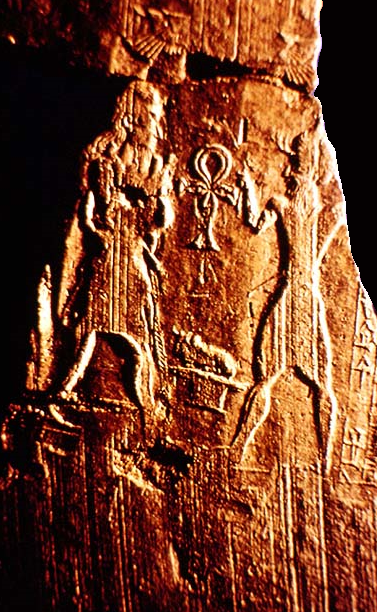
Impronta del sigillo del principe Maratewari figlio di Indilimma, forse l'ultimo re di Ebla

| Periodo pre- e protopalaziale e Prima Ebla, periodo paleosiriano maturo (ca. 2400-2300 a.C.) | | |
| Sakune                                                                                       | | Le date dei primi sovrani non possono essere determinate                                                                              |
| Su (.) (...)                                                                                 | | Nome non conservato interamente. |
| Ladau                                                                                        | | |
| Abugar                                                                                       | | |
| Birbilanu                                                                                    | | |
| Dumudar                                                                                      | | |
| Ibla                                                                                         | | |
| Kulbanu                                                                                      | | |
| Ashsanu                                                                                      | | |
| Samiu                                                                                        | | |
| Zialu                                                                                        | | |
| Enmanu                                                                                       | | |
| Namanu                                                                                       | | |
| Da (.) (.)                                                                                   | | nome non conservato interamente |
| Sagisu                                                                                       | | |
| Dane'um                                                                                      | | |
| Ibbini-Lim                                                                                   | | |
| Ishrud-Damu                                                                                  | | |
| Isidu                                                                                        | | |
| Isrud-Khalab                                                                                 | | |
| Igsud                                                                                        | | |
| Talda-Lim                                                                                    | | |
| Abur-Lim                                                                                     | | |
| Agur-Lim                                                                                     | | |
| Ib-Damu                                                                                      | | |
| Baga-Damu                                                                                    | | |
| Enar-Damu                                                                                    | | |
| Ishar-malik                                                                                  | | |
| Kun-Damu                                                                                     | | |
| Igrish-Khalab                                                                                | ca. 2400 a.C | |
| Irkab-Damu                                                                                   | | Regnò circa 12 anni. |
| Ishar-Damu                                                                                   | ca. 2300 a.C | Regnò circa 35 anni. |
| Ir'ak-Damu                                                                                   | Era il principe ereditario di Ishar-Damu e forse regnò qualche tempo prima della distruzione della città da parte di Sargon di Akkad. | |
| Terza Ebla, periodo paleosiriano arcaico e maturo (ca. 2000/1900-1600 a.C.)                  | | |
| Ibbit-Lim                                                                                    | c. 2000 a.C. | |
| Immeya                                                                                       | c. 1750 a.C. | Il suo sepolcro viene identificato con quello della cosiddetta "Tomba del signore dei capricci".                                      |
| Hammu(....)                                                                                  | | Un successore di Immeya, non necessariamente il successore diretto, il nome è danneggiato ma probabilmente si tratta di un Hammurabi. |
| Indilimma                                                                                    | c. 1600 a.C. | Ultimo re eblaita conosciuto. |
| Maratewari                                                                                   | c. 1600 a.C. | figlio di Indilimma e principe ereditario                                                                                             |

### Il regno eblaita: caratteristiche generali
Gli scavi della missione archeologica italiana potuto portare alla luce solo una parte limitata all'insediamento del periodo protosiriano maturo, sul quale si sono sovrapposti i livelli del periodo protosiriano tardo e del periodo paleosiriano, che è quello meglio conservato, più vicino alla superficie e più ampiamente portato alla luce. Le rovine del Palazzo Reale G, che conservavano ampi settori delle zone di rappresentanza e del quartiere amministrativo, oltre a portare al recupero degli oltre 17.000 numeri di inventario, tra testi interi e frammentari degli Archivi di Stato del 2300 a.C., hanno consentito di conoscere le raffinate opere d'arte, anche se molto frammentarie, che adornavano il palazzo: statuaria a tutto tondo, anche a grandezza naturale, statuaria miniaturista, pannelli a rilievo e resti di preziosi mobili in legno, intarsiati con conchiglia, dove si nota l'uso di materiali diversi (polimaterismo),anche preziosi, come calcare, oro e lapislazzuli.
La città era guidata da un re indicato dal termine sumerico en, al cui fianco era presente, e piuttosto attiva, una regina, indicata con il termine semitico maliktum. Il sovrano era coadiuvato nelle sue funzioni da un ministro. Conosciamo i nomi dei tre re che hanno regnato durante la fase degli archivi: Igrish-Khalab, Irkab-Damu, Ish'ar-Damu e quelli dei loro ministri Darmia, Tir e Arrukum per Irkab-Damu, Ibrium e Ibbi-Zikir per Ishar-Damu.
La religione di Ebla era politeista: nell'età degli Archivi le divinità principali erano Kura e la sua parerà Barama, mentre altre due divinità femminili avevano un ruolo importante Ishtar e Ishkhara. Nel periodo paleosiriano Kura e Barama non sono più attestati, mentre la divinità più importante del pantheon, protettrice della città e della dinastia regnante, diventa Ishtar.

## Il sito

### La scoperta nel 1975
La presenza di una cultura urbana relativa al Proto-Dinastico II e III nella zona era già nota: il tavolato semi-arido siriano risultava già in parte scavato (Amuq, Hama, Ugarit e Biblo). Erano state ritrovate necropoli ed individuato un tipo ceramico, detto "caliciforme", che presupponeva, almeno per le fasi più tarde, una industria ceramica palaziale, certamente accompagnata da una intensa attività di allevamento semi-nomadico.
Gli scavi iniziarono, nel 1964, sul sito allora noto come Tell Mardikh, ad opera di una missione italiana della Sapienza Università di Roma, diretta da Paolo Matthiae, che è tuttora il direttore del progetto di ricerca, insieme a Frances Pinnock (co-direttrice) e Davide Nadali (vice-direttore). Nel 1968, fu scoperta una statua che sulla spalla porta il nome di Ibbit-Lim, uno dei re di Ebla, per cui si ebbero buone ragioni per pensare che il sito fosse la città di Ebla. La certezza si ebbe nel 1975, con la scoperta degli archivi reali di Ebla, contenenti oltre 17 000 tra tavolette e frammenti di tavoletta d'argilla con iscrizioni cuneiformi in eblaita, risalenti al periodo tra il 2500 e il 2200 a.C. Da tali documenti si è avuta la prova dell'esistenza di una grande cultura urbana anche nella Siria del III millennio a.C., considerata sino ad allora troppo periferica rispetto alla cultura mesopotamica di centri come Sumer e Akkad ed ha permesso di inquadrare Ebla quale importante nodo commerciale oltre che come potenza internazionale nel mondo allora conosciuto. Sono stati rinvenuti reperti che testimoniano contatti e scambi commerciali, in generale, con tutta l'area del Vicino Oriente antico e, segnatamente, con l'Iran e l'Afghanistan. Un discorso a parte meritano i contatti con l'Egitto dei faraoni. Nel Palazzo Reale G sono venuti alla luce frammenti di vasi recanti i nomi e i titoli del faraone Chefren, della IV dinastia, costruttore di una delle piramidi di Giza, e di Pepi I, della VI dinastia. Per quanto concerne il periodo paleosiriano, nella tomba del “Signore dei capridi”, venne rinvenuta una mazza egizia, recante il nome del faraone hyksos Hotepibra Harnejheryotef, mentre nel Palazzo Settentrionale sono stati rinvenuti frammenti in avorio prodotti a Ebla, ma che riproducono divinità egiziane come Hathor e Sobek.

### L'area archeologica
Il sito si trova nelle vicinanze del villaggio moderno di Mardikh, copre un'estensione di circa 56 ettari (dimensioni analoghe alle coeve Mari e Assur) ed è ben visibile la possente cinta difensiva alta circa 22 metri, che alla base arrivava ad essere larga circa 60 metri.

#### Il palazzo G

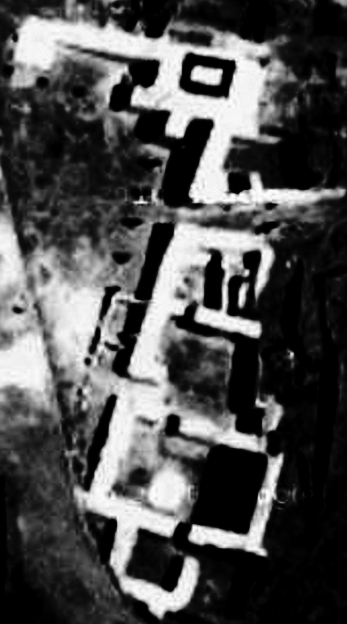
Palazzo Reale (2400-2250 a.C.)

Il più importante e imponente monumento dell'area archeologica di Tell Mardikh - Ebla è certamente il Palazzo Reale G. Gli scavi lungo il pendio occidentale dell'Acropoli hanno messo in luce un grande palazzo reale, denominato dagli archeologi palazzo G per via dell'area in cui fu scavato, che risale alla prima epoca d'oro di Ebla: 2400-2250 a.C. L'esplorazione archeologica ha portato alla luce gran parte del palazzo G, che doveva estendersi verso est: la corte principale, lo scalone d'ingresso, la stanza degli archivi e una parte dei quartieri di abitazione. 
Il palazzo G è diviso in varie ali, che sono:
- l'ala cerimoniale, consacrata ai ricevimenti del re, formata da una corte principale con un corridoio coperto nord-est, le cui colonne in legno hanno lasciato nel pavimento una traccia, consistente in grandi fori rotondi a distanza regolare. Lo spessore dei muri dei corridoio è di oltre due metri; i muri sono in mattoni crudi, su base di pietra. Sul lato nord della corte si trova un podio di metri 4,5×3×0,50, su cui si saliva mediante due piccole scale ricavate nel suo stesso spessore: esso era destinato a ricevere il trono del re, ove quest'ultimo prendeva posto per ricevere i postulanti, decidere questioni giuridiche, organizzare le carovane commerciali e accoglierle quando tornavano da paesi lontani;
- l'ala amministrativa: si estendeva a sud della grande scalinata che portava ai quartieri d'abitazione. Era il centro del governo e della monarchia. Una grande stanza posta a lato della scalinata era ornata da suppellettili di legno intarsiate di madreperla;
- l'ala di abitazione: vi si giunge salendo la grande scalinata di pietra; comprende diverse stanze destinate alla preparazione del cibo, alla macinazione dei cereali, alla spremitura delle olive e alla cottura degli alimenti;
- gli archivi reali: nel 1975 fu scoperta la biblioteca reale, o Grande Archivio. È un vano quadrato, posto ad ovest dell'ala amministrativa, con scaffali sulle pareti per allinearvi le tavolette. Una parte di esse, in particolare quelle di forma rotonda, più piccole delle grandi tavolette quadrate, era conservata in cesti posti a terra. Nel grande Archivio sono state trovate 17 000 tra tavolette intere e frammenti; i testi erano divisi per argomenti e vediamo che forme e argomenti si diversificano. Le tavolette sono in argilla e hanno varie dimensioni: alcune sono grandi, di forma quadrata e misurano sino a 45 cm di lato; altre, più piccole, sono rotonde. Vi sono testi amministrativi, economici, storici, giuridici, religiosi. I caratteri sono cuneiformi, la lingua è una lingua locale, chiamata ora dagli studiosi "eblaita", che appartiene allo stesso gruppo di lingue semitiche di cui fa parte l'accadico di Mesopotamia. Alcune tavolette erano già cotte dal grande incendio seguito alla conquista di Ebla ad opera di Sargon di Akkad (o di Naram-Sin). Ciò ha favorito la conservazione dei pezzi fino al momento della scoperta nel 1975.

#### Area sacra di Ishtar (Bronzo Medio)

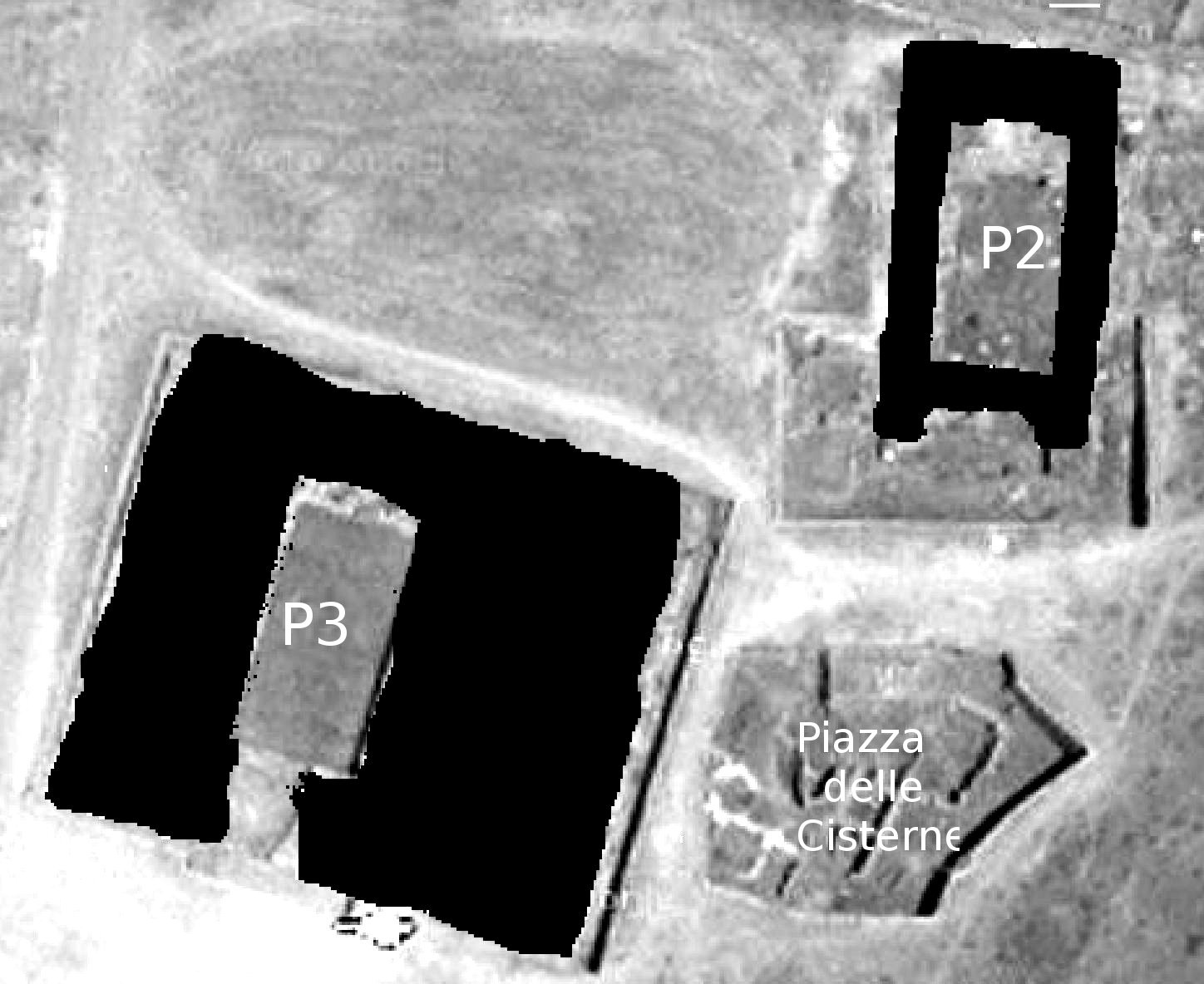
Area Sacra di Ishtar (1800-1600 a.C.)

Nella Città Bassa, a nord-ovest, sorge la vasta area sacra del principale dea della città Ishtar.
L'area (1800-1600 a.C.) è composta da tre diversi monumenti il Tempio di Ishtar (denominato P2), sul cui lato occidentale sorgono una serie di piccoli edifici accessori e una pietra monumentale, la grande Terrazza Monumentale (denominato Monumento P3), unica nel suo genere in tutto il Vicino Oriente, e ad est di quest'ultima si trova l'ampio spazio aperto denominato Piazza delle Cisterne nelle cui fosse sono stati trovati migliaia di oggetti votivi dedicati alla dea Ishtar.

#### Reperti
Ad uno dei lotti sopra citati appartengono gli scettri, o mazze cerimoniali di cui una, corrosa e malridotta, recante il nome del Faraone Hotepibre (Harnejheryotef) ed un'altra, in osso, calcare, argento ed oro, molto simile alla prima rinvenuta nella cosiddetta “sepoltura delle Cisterne”, ma verosimilmente parte della medesima sepoltura del “Signore dei Capridi”.
La mazza cerimoniale di Hotepibre presenta, sull'impugnatura, due cinocefali posti ai lati del nome reale; quest'ultimo non è racchiuso, come di consueto, nel cartiglio, ma la postura adorante dei cinocefali conferma che si tratta di una titolatura regia.
La mazza dovette subire, già in epoca storica, un danno proprio all'impugnatura che venne, perciò, riparata in loco da artigiani che, però, non conoscevano bene la struttura dei geroglifici tanto che, nell'eseguire la riparazione, "rimontarono" il nome del Faraone in maniera non del tutto perfetta.
Hotepibre, secondo le liste dei Faraoni più frequentemente noto con il nome di Harnejheryotef, fu il nono re della XIII dinastia e regnò per breve periodo (1770-1760 a.C.); la titolatura di Hotepibre, presenta, tra gli altri nomi, quello di Sa Aam ovvero "figlio dell'Asiatico", ma anche "figlio del contadino". Dando credito alla prima traduzione, e considerando che la mazza cerimoniale, di per sé uno scettro regale, fu donata al proprietario della sepoltura in cui fu rinvenuta, si può avanzare l'ipotesi che il Faraone avesse legami di stretta parentela con la casa regnante eblaita. A rendere maggiormente realistica tale ipotesi, si rammenti che, nel II Periodo Intermedio, si stanziarono in Egitto genti provenienti da altre aree del vicino oriente e, inoltre, che in un certo periodo storico coincidente con la XIII dinastia la carica di Faraone divenne elettiva.
Fra i reperti più recenti sono degne di nota due statuette, la prima d'argento, la seconda di materiali vari fra cui prevale l'oro, che si trovavano nel magazzino reale a ridosso degli archivi. Rappresentano una regina e la sua antenata e probabilmente facevano parte di uno stendardo reale, dato che insieme è stato rinvenuto anche un incensiere di bronzo.
Pochi anni dopo, nel 2014, Matthiae ha dovuto interrompere gli scavi e rientrare in Italia, a causa della situazione politica precaria dovuta alla guerra civile siriana.